# USS Jobb (DE-707)
USS Jobb (DE-707) là một tàu hộ tống khu trục lớp Rudderow từng phục vụ cùng Hải quân Hoa Kỳ trong Chiến tranh Thế giới thứ hai. Nó là chiếc tàu chiến duy nhất của Hải quân Hoa Kỳ được đặt cái tên này, theo tên hạ sĩ quan trợ y Richard Patrick Jobb (1920-1943), người từng phục vụ tại Guadalcanal thuộc quần đảo Solomon, đã tử trận trong khi cứu chữa thương binh tại sông Namara vào ngày 26 tháng 1, 1943 và được truy tặng Huân chương Ngôi sao Bạc. Nó đã phục vụ cho đến khi chiến tranh kết thúc, xuất biên chế năm 1946, rồi cuối cùng bị bán để tháo dỡ vào năm 1970. Jobb được tặng thưởng ba Ngôi sao Chiến trận do thành tích phục vụ trong Thế Chiến II.

## Thiết kế và chế tạo
Lớp Rudderow có thiết kế hầu như tương tự với lớp Buckley trước đó; vì giữ lại kiểu động cơ turbine-điện General Electric, cung cấp điện năng cho mô-tơ điện để dẫn động hai trục chân vịt. Lớp này còn được gọi là kiểu TEV, do hệ thống động lực Turbo-Electric và cỡ pháo 5-inch (V).
Dàn pháo chính được nâng cấp lên hai khẩu pháo 5 inch (130 mm)/38 cal trên hai tháp pháo nòng đơn, được phân bố một phía trước mũi và một phía sau tàu. Hỏa lực phòng không được nâng lên hai khẩu đội pháo phòng không Bofors 40 mm nòng đôi và mười pháo phòng không Oerlikon 20 mm. Vũ khí chống ngầm bao gồm một dàn súng cối chống tàu ngầm Hedgehog Mk. 10 (có 24 nòng và mang theo 144 quả đạn); hai đường ray Mk. 9 và tám máy phóng K3 Mk. 6 để thả mìn sâu. Con tàu vẫn giữ lại ba ống phóng ngư lôi Mark 15 21 inch (533 mm), và được trang bị radar SL dò tìm không trung và radar SC/SA dò tìm mặt biển. Thủy thủ đoàn đầy đủ bao gồm 15 sĩ quan và 168 thủy thủ.
Jobb được đặt lườn tại xưởng tàu của hãng Defoe Shipbuilding Co. ở Bay City, Michigan vào ngày 20 tháng 12, 1943. Nó được hạ thủy vào ngày 4 tháng 3, 1944, được đỡ đầu bởi bà S. L. Jobb, mẹ của hạ sĩ quan Jobb, và nhập biên chế cùng Hải quân Hoa Kỳ tại New Orleans, Louisiana vào ngày 4 tháng 7, 1944 dưới quyền chỉ huy của Hạm trưởng, Thiếu tá Hải quân Herbert Melvin Jones.

## Lịch sử hoạt động
Sau khi hoàn tất việc chạy thử máy huấn luyện tại khu vực Bermuda, Jobb được phân về một đội tuần tra tìm-diệt tàu ngầm tại Đại Tây Dương. Sự xuất hiện của một cơn bão đã buộc nó phải rút lui trở về Norfolk, Virginia từ ngày 13 đến ngày 15 tháng 9, 1944, rồi đi đến New York. Chuẩn bị để được điều động sang khu vực Mặt trận Thái Bình Dương, nó lên đường vào ngày 23 tháng 10, đi ngang qua kênh đào Panama và Bora Bora trước khi đi đến vịnh Humboldt, New Guinea vào ngày 21 tháng 11.
Tham gia vào Chiến dịch giải phóng Philippines đang được thực hiện, Jobb hộ tống một đoàn tàu vận tải lên đường vào ngày 28 tháng 11 để hướng đến vịnh Leyte. Nó ở lại ngoài khơi đảo Leyte cho đến ngày 12 tháng 12, rồi hộ tống một đoàn tàu vận tải đi Mindoro. Đoàn tàu bị máy bay đối phương theo dõi vào ngày hôm sau, rồi tấn công trong suốt những ngày tiếp theo; hỏa lực phòng không của con tàu đã bắn rơi ít nhất hai máy bay đối phương. Sau khi đoàn tàu đi đến Mindoro an toàn, nó đi ngang qua Leyte để quay trở lại New Guinea, về đến Hollandia vào ngày 28 tháng 12.
Tiếp tục hộ tống một đoàn tàu vận tải hướng sang vịnh Lingayen, Luzon, Jobb khởi hành vào ngày 8 tháng 1, 1945; tuy nhiên do va phải một dải đá ngầm tại Philippines vào ngày 16 tháng 1, nó bị buộc quay trở lại vịnh Leyte để sửa chữa. Con tàu phải tiếp tục được sửa chữa chân vịt tại đảo Manus trước khi có thể quay trở lại Philippines vào tháng 2. Nó hộ tống các đoàn tàu vận tải vận chuyển lực lượng và tiếp liệu đi đến Palawan, Mindoro và Mindanao nhằm hoàn thành việc giải phóng toàn bộ Philippines.
Khởi hành từ Morotai vào ngày 4 tháng 6, Jobb tham gia vào cuộc đổ bộ lên vịnh Brunei, Borneo. Khi cuộc đổ bộ diễn ra vào ngày 10 tháng 6 mà gặp phải rất ít sự kháng cự, con tàu tuần tra ngoài khơi khu vực vận chuyển. Sau đó nó hộ tống cho một đoàn tàu tiếp liệu xuất phát từ Morotai, rồi đi đến Leyte vào ngày 8 tháng 7, được sửa chữa trước khi tiến hành tuần tra chống tàu ngầm trên tuyến đường hàng hải giữa Philippines và Ulithi cho đến khi chiến tranh chấm dứt. Sau khi Nhật Bản đã chấp nhận đầu hàng vào ngày 15 tháng 8, giúp chấm dứt vĩnh viễn cuộc xung đột, nó đi đến Okinawa vào ngày 23 tháng 8.
Trong những tháng tiếp theo Jobb hoạt động giữa các căn cứ tại Viễn Đông hỗ trợ cho hoạt động chiếm đóng, rồi lên đường quay trở về Hoa Kỳ, đi đến Trân Châu Cảng vào ngày 31 tháng 12 và về đến San Francisco, California vào ngày 9 tháng 1, 1946. Con tàu sau đó chuyển đến San Diego, nơi nó được cho xuất biên chế vào ngày 13 tháng 5, 1946 và được đưa về Hạm đội Dự bị Thái Bình Dương, neo đậu tại Stockton, California. Tên nó được cho rút khỏi danh sách Đăng bạ Hải quân vào ngày 1 tháng 11, 1969, và cuối cùng con tàu bị bán để tháo dỡ vào tháng 10, 1970.

## Phần thưởng
Jobb được tặng thưởng ba Ngôi sao Chiến trận do thành tích phục vụ trong Thế Chiến II.
|  |  | Bronze star · Bronze star · Bronze star |
|  |  | Bronze star                             |

| Dãi băng Hoạt động Tác chiến (truy tặng) | Huân chương Chiến dịch Hoa Kỳ           | Huân chương Chiến dịch Châu Á-Thái Bình Dương với 3 Ngôi sao Chiến trận |
| Huân chương Chiến thắng Thế Chiến II     | Huân chương Phục vụ Chiếm đóng Hải quân | Huân chương Giải phóng Philippine với 1 Ngôi sao Chiến trận             |